# Dipartimento di La Libertad
Il dipartimento di La Libertad è uno dei 14 dipartimenti di El Salvador, istituito il 12 novembre 1861. Si trova nella parte centrale del paese.

## Comuni del dipartimento
- Antiguo Cuscatlán
- Chiltiupán
- Ciudad Arce
- Colón
- Comasagua
- Huizúcar
- Jayaque
- Jicalapa
- La Libertad
- Nuevo Cuscatlán
- Opico
- Quezaltepeque
- Sacacoyo
- San José Villanueva
- San Matías
- San Pablo Tacachico
- Santa Tecla (capoluogo)
- Talnique
- Tamanique
- Teotepeque
- Tepecoyo
- Zaragoza